# Eilzug

Historischer Eilzug-Zuschlag der Deutschen Bundesbahn, ausgegeben vor der Klassenreform des Jahres 1956

Eilzug, abgekürzt E, Ez oder E-Zug ist eine Zuggattung im Eisenbahnverkehr verschiedener Länder, die mittlerweile weitgehend durch andere Bezeichnungen ersetzt wurde. Mit Triebwagen geführte Eilzüge wurden in Deutschland früher als Zuggattung Eiltriebwagen bezeichnet, abgekürzt Et, in Österreich wiederum als Triebwageneilzug, abgekürzt TE. Das Pendant im Güterverkehr ist der Eilgüterzug. 

## Deutschland

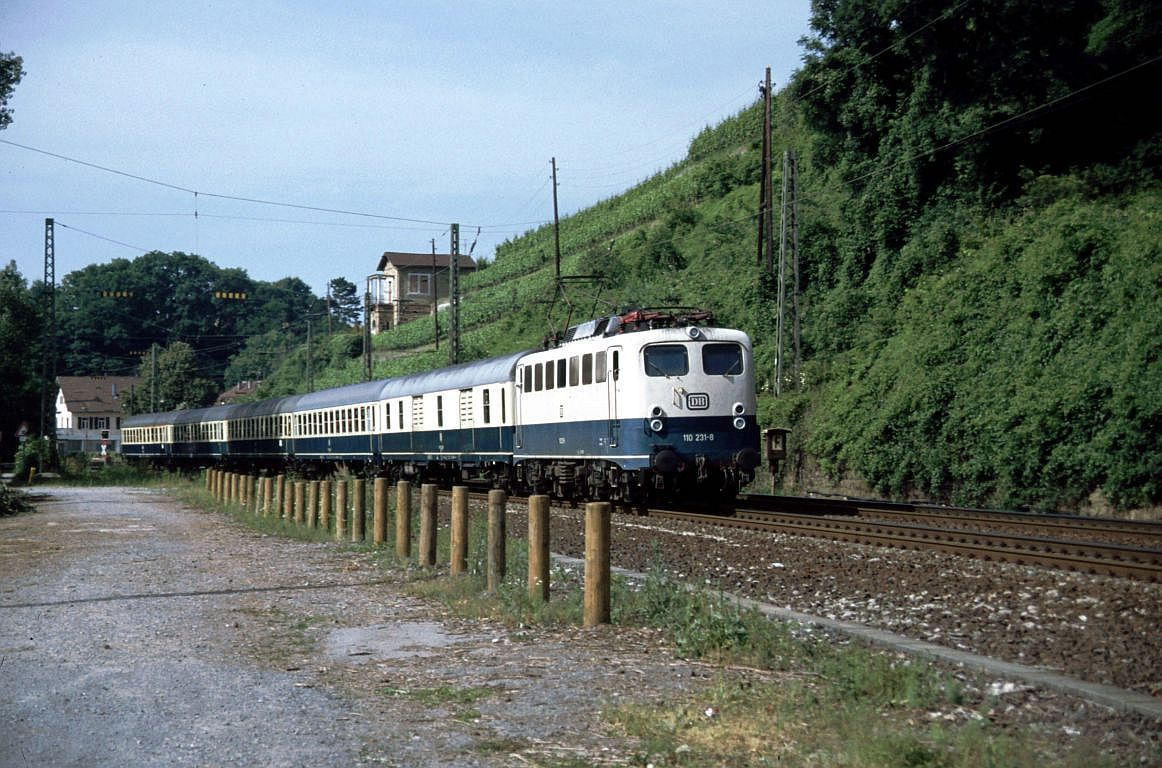
Ellok der Reihe 110.2 mit einem aus verschiedenen m-Wagen gebildeten Eilzug auf der Frankenbahn in Nordheim (Juni 1993)

Eilzüge wurden 1902 in Bayern, 1907 in Preußen und 1908 in Sachsen als Bezeichnung für zuschlagpflichtige, über geringere Entfernungen verkehrende Schnellzüge eingeführt, die im Gegensatz zu den Durchgangszügen (D) nicht aus Durchgangswagen mit Faltenbalgübergängen, sondern in der Regel aus Drehgestell-Abteilwagen gebildet wurden. Diese führten zunächst die damalige erste, zweite und dritte Wagenklasse, seit etwa 1919 nur mehr die zweite bzw. dritte Wagenklasse.
Es handelte sich dabei um Züge, die zwischen Schnellzügen und Personenzügen angesiedelt waren. Teilweise waren Eilzüge auf Teilstrecken des Zuglaufs auch als Nahschnellverkehrszug unterwegs. Die Eilzüge sollten Zubringerfunktionen auf Hauptbahnen abseits der großen Verkehrsströme erfüllen, und Klein- sowie Mittelstädte untereinander und mit Großstädten verbinden. Bis zum Fahrplanwechsel am 7. Oktober 1928 erfüllten diese Zwecke neben den Eilzügen zumeist zuschlagfreie beschleunigte Personenzüge, die meist aus älteren Personenwagen der Länderbauarten gebildet wurden. Ab diesem Datum begann die systematische Einführung von Eilzügen mit einheitlichen, neu konstruierten Eilzugwagen. Zudem wurde ein Zuschlag in der Höhe des halben Schnellzugzuschlages zum Fahrpreis erhoben. Dieser wurde 1956 bei der Deutschen Bundesbahn und erst 1991 bei der Deutschen Reichsbahn abgeschafft. Langlaufende Eilzüge wurden zeitweise als Ferneilzüge bezeichnet, diese waren anhand niedriger Zugnummern erkennbar. 

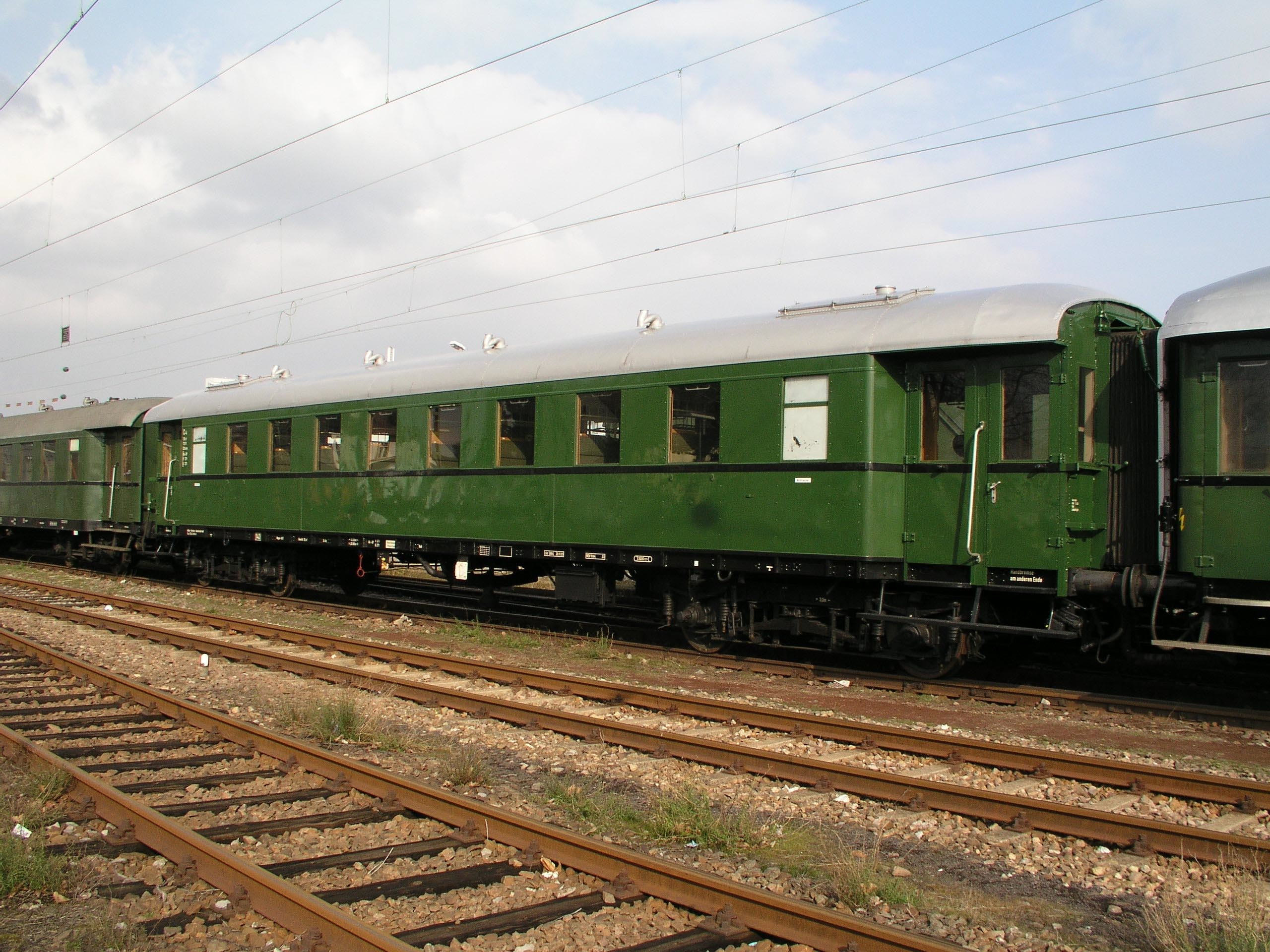
DR-Eilzugwagen Bye655, gebaut 1930–1932, mit je zwei Einstiegstüren an jedem Wagenende

Einhergehend mit der Abschaffung der vierten Wagenklasse und Einführung der Zuschlagpflicht wurden durch die Deutsche Reichsbahn Gesellschaft Überlegungen zur Komfortsteigerung angestellt. Daraus entstanden die Eilzugwagen der Einheitsbauarten, die von der nachmaligen Deutschen Bundesbahn in die Verwendungsgruppen 30, 36 und 44 eingeordnet wurden. Charakteristisch für die Vorkriegseilzugwagen der Verwendungsgruppen 30 und 36 waren die offen ausgeführten und nur mit Scherengittern gesicherten Wagenübergänge, die von den Reisenden nicht genutzt werden durften. Erst mit den während des Zweiten Weltkrieges beschafften Wagen der späteren DB-Verwendungsgruppe 44 erhielten auch Eilzugwagen Wagenübergänge mit Faltenbälgen. Im Nachkriegsdeutschland wurde der Wagenpark für Eilzüge durch die Fahrzeuge der Verwendungsgruppe 52 ergänzt. Diese so genannten Mitteleinstiegswagen wurden vor allem in Städteschnellverkehrszügen (S), die zuschlagfrei waren, eingesetzt. Ab 1959 kamen schließlich n-Wagen (Silberlinge) dazu, außerdem liefen ältere Schnellzugwagen ihre letzten Jahre im Eilzugdienst.

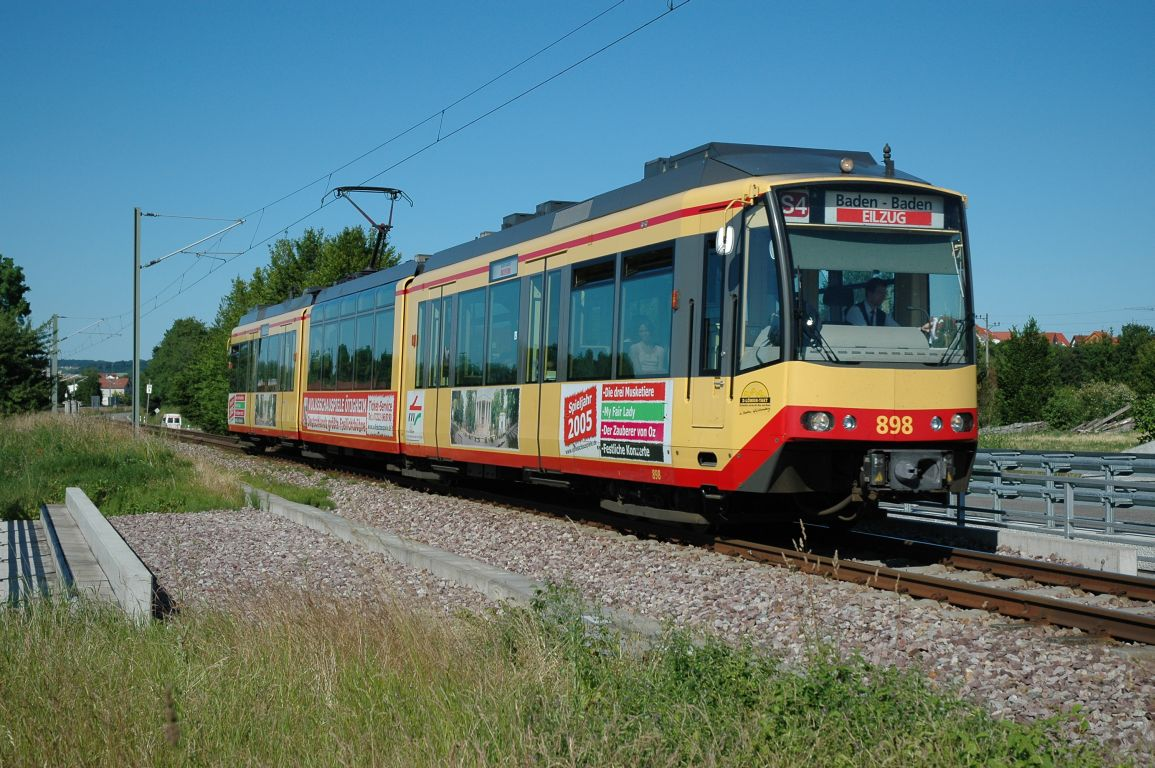
Stadtbahn-Eilzug der AVG auf der Kraichgaubahn

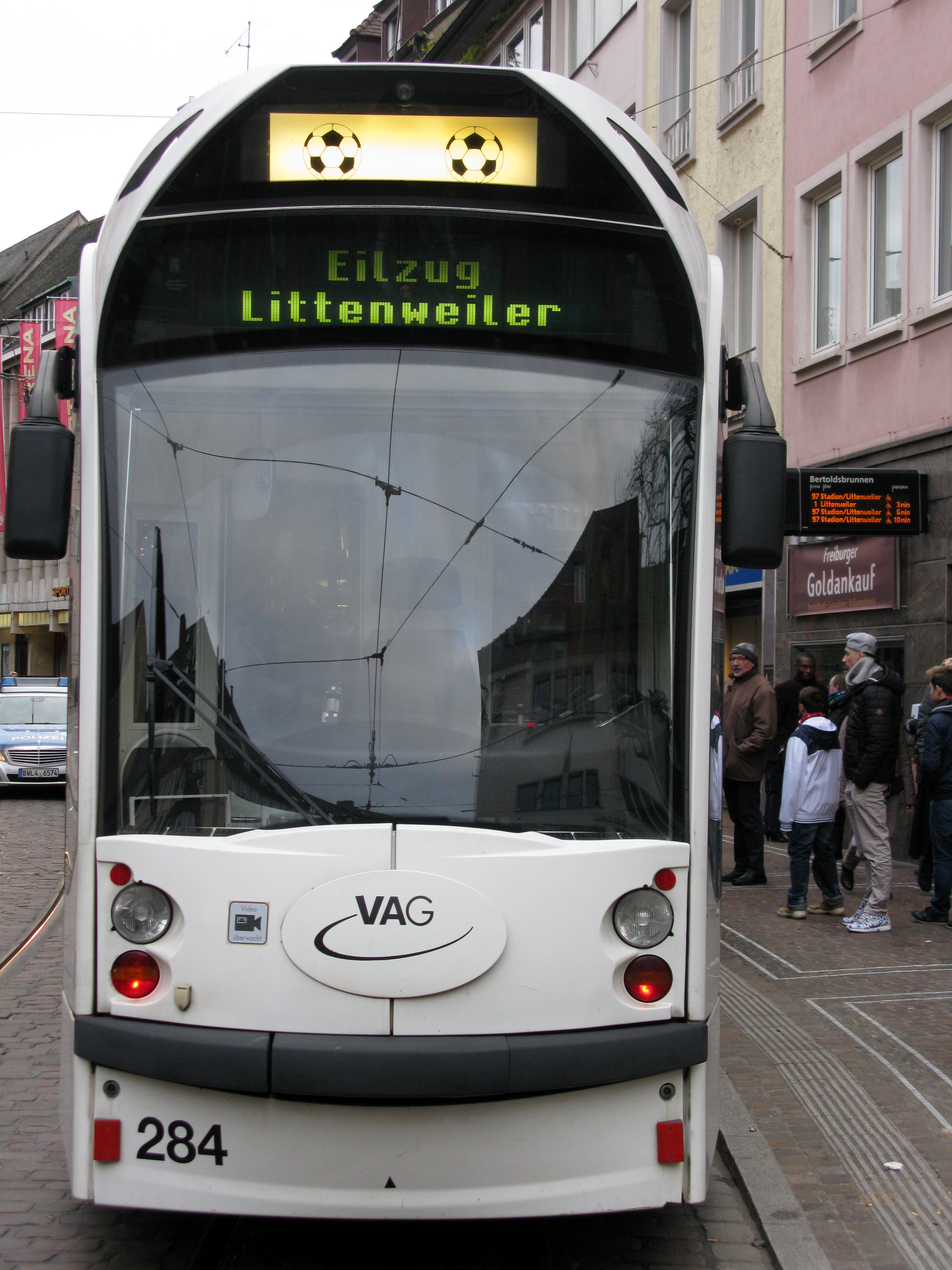
Ein Eilzug der Straßenbahn Freiburg im Breisgau anlässlich eines Fußballspiels des SC Freiburg

Charakteristisch für langlaufende Eilzüge war die homogene Bildung aus Wagen einer oder zwei Verwendungsgruppen sowie das Führen von Kurswagen aus und nach Schnellzügen. In den 1960er Jahren differenzierte sich bei der Deutschen Bundesbahn das Angebot. Es gab Eilzüge, die über Nebenstrecken verkehrten und ausgesprochene Fernverkehrsaufgaben hatten – umgangssprachlich „Heckeneilzug“ genannt – und so genannte Bezirkseilzüge, die dem dichten Nahverkehr in Ballungsräumen dienten. Auch Schnellzüge der DB, die bis 1982 zuschlagpflichtig waren, fuhren abschnittsweise, insbesondere nahe dem Start-/Zielbahnhof als Eilzug. Beispiele hierfür sind die D 564 und D 895 Saarbrücken–München, die über die Bahnstrecke Landau–Rohrbach verkehrten und westlich von Karlsruhe als Eilzug eingestuft waren. Auch der internationale Schnellzug Donaukurier D 222 fuhr von Wien kommend zwischen Köln und Dortmund Anfang der 1980er Jahre als Eilzug. Darüber hinaus verkehrten ab 1982 viele Eilzüge, die aus Schnellzugwagen gebildet wurden, als zuschlagfreie Schnellzüge, so auf der Eifelstrecke oder der Siegstrecke. In den 1970er Jahren fuhren zudem einige Eilzüge auf Linien, die eigentlich der Zuggattung Schnellzug des Intercity-Ergänzungssystems (DC) zugeordnet waren.
Bei der Deutschen Reichsbahn hing es von der befahrenen Strecke und ihrem Ausbauzustand ab, ob die schnellfahrenden Reisezüge als Schnell- oder Eilzug verkehrten. Beispielsweise wurde die Strecke Leipzig–Dresden mit Schnellzügen bedient, auf der etwas längeren Strecke Leipzig–Cottbus wurden dagegen fast ausschließlich Eilzüge gefahren. Verkehrten auf typischen Eilzugstrecken langlaufende, teilweise internationale Schnellzüge, behielten sie diese Zuggattung in der Regel durchgehend. Ein Beispiel war das Zugpaar 456/457 Frankfurt (Oder)–Frankfurt (Main) über Leipzig und Cottbus. 
Die Zugbildung unterschied sich kaum, ab dem Ende der 1960er Jahre bestanden Binnenverkehrseil- wie Schnellzüge in der Hauptsache aus vierachsigen Rekowagen, in Zugmitte durch einen oder zwei Modernisierungswagen für die erste Klasse und Sonderabteile ergänzt. Auf Strecken wie Pasewalk–Neubrandenburg–Güstrow verkehrten auch Eilzüge ohne erste Klasse, die nur aus vierachsigen Rekowagen gebildet waren. Die fünfteiligen Doppelstockgliederzüge der Bauart 1957 liefen ebenfalls in Eilzugplänen. Mit der Lieferung der Halberstädter Mitteleinstieg- und Seitengangwagen wanderten auch die Modernisierungs- und zuletzt B- und Y-Wagen in den Eilzugdienst ab.
Nachdem schon ab 1987 bestimmte Eilzüge als Regionalschnellbahn (RSB) fuhren, schaffte die Deutsche Bahn AG Eilzüge zum 1. Januar 1995 vollständig ab. Sie wurden weitgehend durch die Zuggattung Regional-Express (RE) ersetzt, bestimmte Zugläufe in Ballungsräumen durch Stadt-Expresse (SE). Durch die Regionalisierung des öffentlich bestellten Nahverkehrs wurden vielfach ehemals lange Eilzugläufe an Landesgrenzen gebrochen. Jedoch setzte die Deutsche Bahn zum Kirchentag 2017 und zum 500-jährigen Reformationsjubiläum erneut Eilzüge als Shuttle-Zubringer nach Lutherstadt Wittenberg ein.
Ferner setzt auch die Albtal-Verkehrs-Gesellschaft (AVG) auf einigen ihrer Strecken Eilzüge ein. Diese verkehren zum Beispiel auf der Albtalbahn, der Bahnstrecke Busenbach–Ittersbach, der Hardtbahn, der Kraichgaubahn sowie der Murgtalbahn als S-Bahn-Eilzug des Karlsruher Stadtbahnnetzes und passieren dort zahlreiche Stationen ohne Halt.
Ebenso setzte auch die Oberrheinische Eisenbahn-Gesellschaft (OEG) auf ihren Schmalspurstrecken rund um Mannheim und Heidelberg früher Eilzüge ein, sie waren im Kursbuch mit einer Raute gekennzeichnet.

### Eilzugmäßiges Fahren
Ab den späten 1970er Jahren richtete die Deutsche Bundesbahn aus Rationalisierungsgründen außerhalb von Ballungsgebieten vielerorts das sogenannte eilzugmäßige Fahren ein, auch eilzugmäßiger Betrieb oder eilzugmäßige Bedienung genannt. Parallel zur Stilllegung zahlreicher Nebenbahnen wurden dabei auf vielen Hauptbahnen weniger frequentierte Stationen dauerhaft aufgelassen und ersatzweise durch Bahnbusse bedient. Somit konnten dort die Nahverkehrszüge (N) entfallen, die Eilzüge waren auf diesen Abschnitten fortan einzige Zuggattung im Schienenpersonennahverkehr, oder – falls kein Fernverkehr vorhanden – einzige Zuggattung im Personenverkehr überhaupt. Im Gegenzug übernahmen sie die Bedienung einzelner Bahnhöfe und Haltepunkte, an denen zuvor nur Nahverkehrszüge hielten.

## Österreich
In Österreich gab es bis zum 9. Dezember 2006 die Zuggattung Eilzug. Österreichische Eilzüge führten meistens nur die zweite Wagenklasse. Eilzüge mit erster Klasse, die auch Fernverkehrsaufgaben wahrnahmen, wurden als Sprinter bezeichnet. Seit dem 10. Dezember 2006 wurden auch in Österreich die Bezeichnungen Eilzug und Sprinter zu Gunsten von Regional-Express aufgegeben.

## Schweiz
Auch in der Schweiz wurde der Begriff Eilzug (in der Westschweiz semi-direct) für die Zugkategorie zwischen Schnellzug und Personenzug (mit Halt auf allen Stationen) verwendet. Dabei konnte es sich sowohl um beschleunigte Personenzüge als auch um Schnellzüge mit mehr Halten und Führung zum Teil über Nebenstrecken handeln. Viele Eilzüge verschwanden mit der Systematisierung des Fahrplans, beispielsweise St. Gallen–Rapperswil–Zürich, oder mit der Konzentration des Angebotes, zum Beispiel Winterthur–Bülach–Bad Zurzach–Basel. Andere Eilzugläufe wie der Voralpen-Express wurden zu touristischen Zügen; weitere fahren heute als beschleunigte S-Bahn, zum Beispiel die S44 der S-Bahn Bern. Die übrigen Eilzüge wurden meist zu RegioExpress-Zügen umgewandelt. Die Forchbahn bezeichnete ihre beschleunigten Kurse in den Hauptverkehrszeiten noch bis in die 2010er Jahre hinein als Eilzüge, spricht heute aber von Schnellzügen.

## Tschechien
In Tschechien sind Eilzüge („Spěšný vlak“, Kürzel: Sp) Personenzüge, die zugunsten einer höheren Reisegeschwindigkeit nicht an allen Bahnhöfen halten. Sie verkehren meist nur zu Zeiten höheren Verkehrsaufkommens, etwa im Berufs- oder Ausflugsverkehr. Im Regionalverkehrssystem Esko v Moravskoslezském kraji gibt es auch eine im Stundentakt verkehrende Linie. Zudem werden auch die grenzüberschreitenden deutschen Regional-Express-Züge der Linie Dresden–Liberec(–Tanvald) sowie grenzüberschreitenden österreichische Regionalexpress-Linie Ceske Velenice–Gmünd NÖ–Wien FJB in Tschechien als Eilzug geführt.